# Dag van de Duitstalige Gemeenschap
De Dag van de Duitstalige Gemeenschap (Duits: Tag der Deutschsprachigen Gemeinschaft) is de feestdag van de Duitstalige Gemeenschap in België. Deze valt sinds 1990 elk jaar op 15 november, gelijktijdig met Koningsdag in de rest van België.
De Duitstalige Gemeenschap (ongeveer 74.000 inwoners groot) bestaat uit negen gemeenten in Oost-Wallonië waar Duits de officiële voertaal is. Deze negen gemeenten vormen de kantons Eupen (noordelijk) en Sankt Vith (zuidelijk) en behoren bij de provincie Luik.
Men spreekt er (hoofdzakelijk) Duits omdat hier sinds oudsher Duitse dialecten werden gesproken en dit gebied vroeger een tijdlang aan Duitsland (Pruisen) heeft toebehoord. Na de Eerste Wereldoorlog werd het in het Vredesverdrag van Versailles (1919) aan België toebedeeld.
De feestdag wordt onder andere gevierd met diverse concertuitvoeringen.